# Jonathan Lipnicki
Jonathan Williams Lipnicki (Westlake Village, 22 ottobre 1990) è un attore statunitense, conosciuto per i suoi ruoli nei film Jerry Maguire, Stuart Little - Un topolino in gamba e Il sogno di Calvin.

## Biografia
Lipnicki è nato in California, figlio di Rhonda (nata Rosen) e Joseph Lipnicki. Jonathan ha una sorella, Alexis. Lipnicki è di origine ebraica: suo padre nacque in un campo profughi in Germania e crebbe a Montréal, in Québec, Canada, per poi trasferirsi negli Stati Uniti nel 1960.
Lipnicki ha fatto il suo debutto cinematografico nel 1996, recitando in Jerry Maguire. È successivamente apparso in The Jeff Foxworthy così come in degli episodi di Dawson's Creek nel 1997 e nella sitcom Meego. Nel 1999 recita nel film Stuart Little, la storia di un ragazzo la cui famiglia adotta un topo parlante, un ruolo che ha ripreso nel seguito del 2002.
Lipnicki ha anche interpretato il ruolo principale nel film Il mio amico vampiro e affiancato Bow Wow nel film del 2002 Il sogno di Calvin, uscito due settimane prima di Stuart Little 2; entrambi i film hanno avuto un discreto successo al botteghino, e Lipnicki è diventato noto tra il pubblico pre-adolescente, anche se poi non è apparso in film commerciali concentrandosi soprattutto su progetti indipendenti. Lipnicki è apparso anche nella stagione in anteprima di Jamie Kennedy's Blowin 'Up.

## Riconoscimenti
- Critics' Choice Award al miglior giovane interprete (1997)

## Filmografia parziale

### Cinema
- Jerry Maguire, regia di Cameron Crowe (1996)
- Il dottor Dolittle (Doctor Dolittle), regia di Betty Thomas (1998)
- Stuart Little - Un topolino in gamba (Stuart Little), regia di Rob Minkoff (1999)
- Il mio amico vampiro (The Little Vampire), regia di Uli Edel (2000)
- Il sogno di Calvin (Like Mike), regia di John Schultz (2002)
- Stuart Little 2, regia di Rob Minkoff (2002)
- È arrivato Zachary (When Zachary Beaver Came to Town), regia John Schultz (2003)
- The L.A. Riot Spectacular (2005)
- Giustizieri da strapazzo - Bad Asses (Bad Asses), regia di Craig Moss (2014)
- Altitude - Paura ad alta quota (Altitude), regia di Alex Merkin (2017)

### Televisione
- Meego – serie TV, 1 episodio (1997)
- The Single Guy – serie TV, 1 episodio (1997)
- The Jeff Foxworthy Show – serie TV, 15 episodi (1996-1997)
- Dawson's Creek – serie TV, episodi 3x17-3x18-3x20 (2000)
- The Late Late Show with Craig Kilborn – serie TV, 1 episodio (2002)
- Il tocco di un angelo (Touched by an Angel) – serie TV, episodio 9x17 (2003)
- Detective Monk – serie TV, episodio 8x05 (2009)
- Bering Sea Beast, regia di Don E. FauntLeRoy – film TV (2013)

## Doppiatori italiani
- Alessio Puccio in Jerry Maguire, Stuart Little - Un topolino in gamba, Dawson's Creek
- Letizia Ciampa in Meego
- Flavio Aquilone in Stuart Little 2
- Alessio Nissolino in Il sogno di Calvin
- Davide Capone in Altitude: Paura ad alta quota